# دهستان آبعلی
دهستان آبعلی یکی از دهستان‌های واقع در شهرستان دماوند در بخش رودهن واقع در استان تهران ایران است.

## روستاها
مرکز این دهستان شهر آبعلی است.
مهم‌ترین روستاهای واقع در این دهستان عبارتند از: وسکاره، آردینه، جورد، هزاردشت، مبارک آباد، تجرک بالا، تجرک پایین سادات محله و سنگ دروازه.

## زبان
مردم این دهستان از قومیت طبری هستند و به زبان طبری دماوندی که گویشی از زبان مازندرانی می باشد صحبت می کنند.